# Babken Melkonyan
Babken Melkonyan (armenisch: Բաբկեն Մելքոնյան; * 4. März 1980 in Jerewan) ist ein in Rumänien lebender armenischer Poolbillard- und Snookerspieler.

## Karriere
Im Juni 2006 Babken Melkonyan erstmals an der Snooker-Europameisterschaft teil, bei der er jedoch in der Vorrunde ausschied.
2010 wurde er rumänischer Snooker-Meister. Bei der in Bukarest stattfindenden Snooker-EM 2010 schied er hingegen in der Vorrunde aus.
Im November 2013 gelang es ihm bei den Castel Brando Open erstmals die Finalrunde eines Euro-Tour-Turniers einzuziehen, in der er im Sechzehntelfinale gegen David Alcaide verlor.
Bei der Poolbillard-EM 2014 kam Melkonyan im 9-Ball auf den 97. Platz.
Wenige Tage später erreichte er das Sechzehntelfinale der North Cyprus Open und unterlag dort dem Niederländer Ivo Aarts.
Im Juni 2014 nahm Melkonyan erstmals an einer Weltmeisterschaft teil; er schied jedoch bei der 9-Ball-WM bereits in der Vorrunde aus. Bei den Dutch Open 2014 erreichte er das Achtelfinale und unterlag dort dem Polen Mieszko Fortuński. Im Februar 2015 schied Melkonyan bei der 10-Ball-WM sieglos in der Vorrunde aus. Im Juni 2015 zog er ins Achtelfinale der German Open ein.
2015 bildete Melkonyan gemeinsam mit Ioan Ladanyi das erstmals am World Cup of Pool teilnehmende rumänische Team, das nach Siegen gegen China und Indonesien im Viertelfinale gegen die Titelverteidiger Darren Appleton und Karl Boyes aus England ausschieden.